# 백산중학교
백산중학교(白山中學校)는 대한민국 전북특별자치도 부안군 백산면 오곡리에 있는 사립 중학교이다.

## 학교 연혁
- 1949년 1월 : 백산중학교 개교(2학급 120명)
- 1949년 11월 : 백산중학교 설립인가(6학급)
- 1960년 4월 : 여자부 신설
- 1962년 4월 : 신교사(백산면 오곡리 547)로 이전(교사 이전)
- 1990년 4월 : 백산 중.고등학교 분리
- 2002년 2월 : 현교사 개축
- 2008년 9월 : 전국단위 자율중학교 지정
- 2014년 3월 : 교과교실제 선진형 수업 운영
- 2022년 9월 : 제17대 정진수 교장 취임
- 2023년 1월 : 제74회 졸업식 (총 13,530명)
- 2023년 3월 : 전라북도 미래학교 선정(2023~2025)

## 참고 자료
- 백산중학교 - 한국교육학술정보원 학교알리미